# میرا ژیمینیسکا
میرا ژیمینیسکا (لهستانی: Mira Zimińska؛ ‏ ۲۲ فوریهٔ ۱۹۰۱ – ۲۶ ژانویهٔ ۱۹۹۷) بازیگر، خواننده و کارگردان تئاتر اهل لهستان بود.

از فیلم‌ها یا مجموعه‌های تلویزیونی که وی در آن‌ها نقش داشته است، می‌توان به همه مجاز به عشق ورزیدن هستند و غیرقابل‌تصور اشاره نمود.